# FNN 모닝콜
FNN 모닝콜은 1986년 4월 1일부터 1990년 3월 30일일까지 후지TV를 중심으로 한 FNN계열 방송국에서 방송된 정보 프로그램이다.

## 개요
- 간사이 TV 방송에서는 지역 프로그램 방송때문에 「더 모닝630」(1988년 이후 「아침 특급630」으로 제목변경)이라고 하는 타이틀로 방송되었다.
- 프로그램 중 40분 동안 지역방송을 할 수 있었는데 이는 당시 일본에서는 획기적인 시도였다.

## 방송시간대
- 1986년 4월 1일 ~ 1988년 3월 31일 : 오전 6시 30분 ~ 7시 25분[1]
- 1988년 4월 1일 ~ 1989년 3월 31일 : 오전 6시 30분 ~ 7시 40분
- 1989년 4월 3일 ~ 1990년 3월 30일 : 오전 6시 30분 ~ 7시

## 방송 상황
- 도카이 TV, TV 니시닛폰, 나가노 방송에서는 프로그램 일부를 자체제작 방송으로 대신했다.[2]
- 오키나와 TV 방송의 경우 이 프로그램의 전신인 FNN 모닝 와이드 뉴스&스포츠를 방송했을때는 이 프로그램의 마지막 10분분량만 방송했지만 FNN 모닝콜은 끝까지 방송했다.
- 아키타 TV는 1987년 3월까지 ANN과 크로스 넷 관계 때문에 ANN 뉴스 세븐을 방송하느라 7시가 되면 중간에 방송을 중단했으나 ANN을 탈퇴한 후인 1987년 4월부터는 끝까지 방송했다.
- 1987년 3월까지 크로스넷 관계를 맺고 있던 TV 야마구치의 경우 JNN의 배타협정으로 인해 방송을 하지 못하였고 TV 나가사키, TV 오이타[3], 가고시마 TV는, 당시 니혼TV와의 크로스넷을 이유로 니혼TV의 와이드 프로그램을 방송했다.